# Joan Crespo Hita
Joan Crespo Hita (Barcelona, 7 de març de 1927 - Barcelona, 9 d'abril de 2014) va ser un ciclista català, que va córrer entre 1951 i 1959. Durant els anys en què va córrer destaca la seva victòria al Trofeu Masferrer de 1958. Una vegada retirat del ciclisme professional passà a desenvolupar tasques organitzatives i de direcció de cursa en diferents curses ciclistes, com ara la Volta a Espanya, la Setmana Catalana, l'Escalada a Montjuïc, la Volta a Aragó o a la Volta a Galícia.

## Palmarès
- 1951
  - 2n al Trofeu Jaumendreu
- 1952
  - 1r al Gran Premi Catalunya
- 1956
  - 3r al GP de Martorell
- 1957
  - 2n al Trofeu Masferrer
- 1958
  - 1r al Trofeu Masferrer
- 1959
  - 1r al GP de Martorell

### Resultats a la Volta a Espanya
- 1957. 39è de la classificació general